# Eduard Winokurow

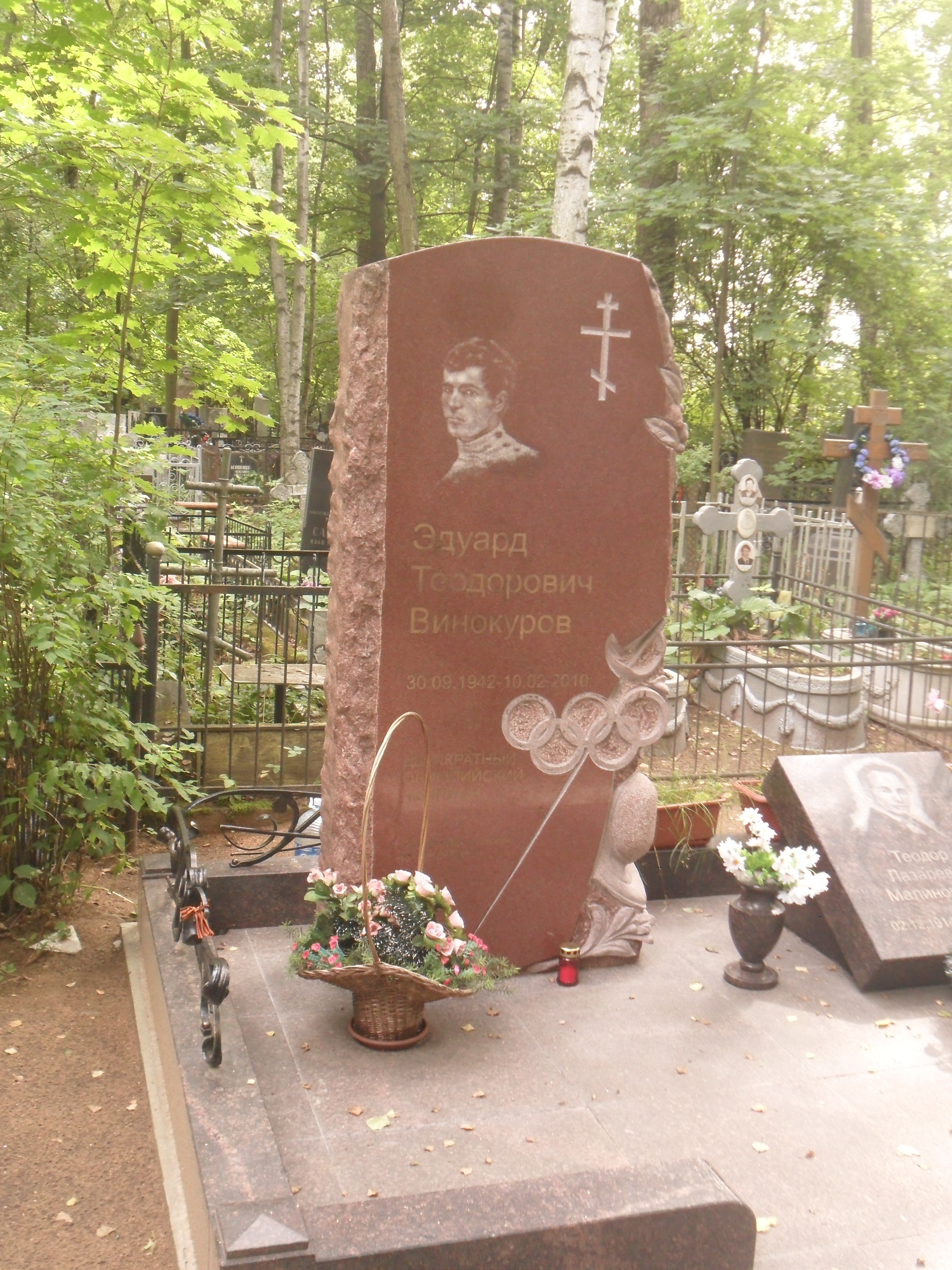
Grób Eduarda Winokurowa na Cmentarzu Bogosłowskim w Petersburgu.

Eduard Tieodorowicz Winokurow (ros. Эдуард Теодорович Винокуров; ur. 30 października 1942 w Bajżansaju, zm. 10 lutego 2010 w Petersburgu) – radziecki szablista, trzykrotny medalista olimpijski i wielokrotny medalista mistrzostw świata.
Urodził się w Kazachstanie, później trenował w Leningradzie. Na igrzyskach olimpijskich w Meksyku w 1968 roku wspólnie z Umiarem Mawlichanowem, Markiem Rakitą, Wiktorem Sidiakiem i Władimirem Nazłymowem zdobył złoty medal drużynowo. Na rozgrywanych cztery lata później igrzyskach olimpijskich w Monachium reprezentacja ZSRR w składzie: Wiktor Bażenow, Władimir Nazłymow, Wiktor Sidiak, Eduard Winokurow i Mark Rakita zdobył srebrny medal w zawodach drużynowych. Brał też udział w igrzyskach olimpijskich w Montrealu w 1976 roku, gdzie wspólnie z Wiktorem Krowopuskowem, Wiktorem Sidiakem, Michaiłem Burcewem i Władimirem Nazłymowem zwyciężył drużynowo. We wszystkich trzech przypadkach nie startował w rywalizacji indywidualnej.
Podczas mistrzostw świata w Moskwie w 1966 roku wspólnie z Umiarem Mawlichanowem, Nugzarem Asatianim, Markiem Rakitą i Jakowem Rylskim zdobył srebro w zawodach drużynowych. W tej samej konkurencji zdobywał następnie złote medale na mistrzostwach świata w Montrealu (1967), mistrzostwach świata w Hawanie (1969), mistrzostwach świata w Ankarze (1970), mistrzostwach świata w Wiedniu (1971), mistrzostwach świata w Grenoble (1974) i mistrzostwach świata w Budapeszcie (1975) oraz srebrny na mistrzostwach świata w Göteborgu (1973).
Odznaczony Orderem „Znak Honoru” i dwukrotnie Medalem „Za pracowniczą wybitność”.
Po zakończeniu kariery pracował jako trener w Petersburgu.

## Starty olimpijskie (medale)
Meksyk 1968
- szabla drużynowo –  złoto

Monachium 1972
- szabla drużynowo –  srebro

Montreal 1976
- szabla drużynowo –  złoto